# Newarke Houses Museum
Newarke Houses Museum – muzeum publiczne składające się z dwóch budynków w mieście Leicester w Wielkiej Brytanii.
Muzeum związane z Królewskim Pułkiem Leicestershire. Budynek Wyggeston's Chantry House zbudowany około 1511 roku, drugi Skeffington House oddany do użytku w XVII wieku. Oba budynki zaliczone są do klasy zabytków.
Za budynkami znajduje się ogród częściowo dostępny dla zwiedzających.